# Leszcze (województwo podkarpackie)
Leszcze – wieś w Polsce położona w województwie podkarpackim, w powiecie kolbuszowskim, w gminie Niwiska.
W latach 1975–1998 miejscowość administracyjnie należała do województwa rzeszowskiego.
| SIMC    | Nazwa           | Rodzaj    |
| ------- | --------------- | --------- |
| 0657214 | Poręby Huciskie | część wsi |

## Historia
Nazwy wsi użyto przy rozgraniczeniu dóbr króla Zygmunta I Starego i rodu Tarnowskich w Puszczy Sandomierskiej jako "borrae dictae Leszcze" (1524 r.). XVI-wieczne źródła wspominają o istniejących tam barciach pszczelich i działającej potażni do wytopu żelaza.

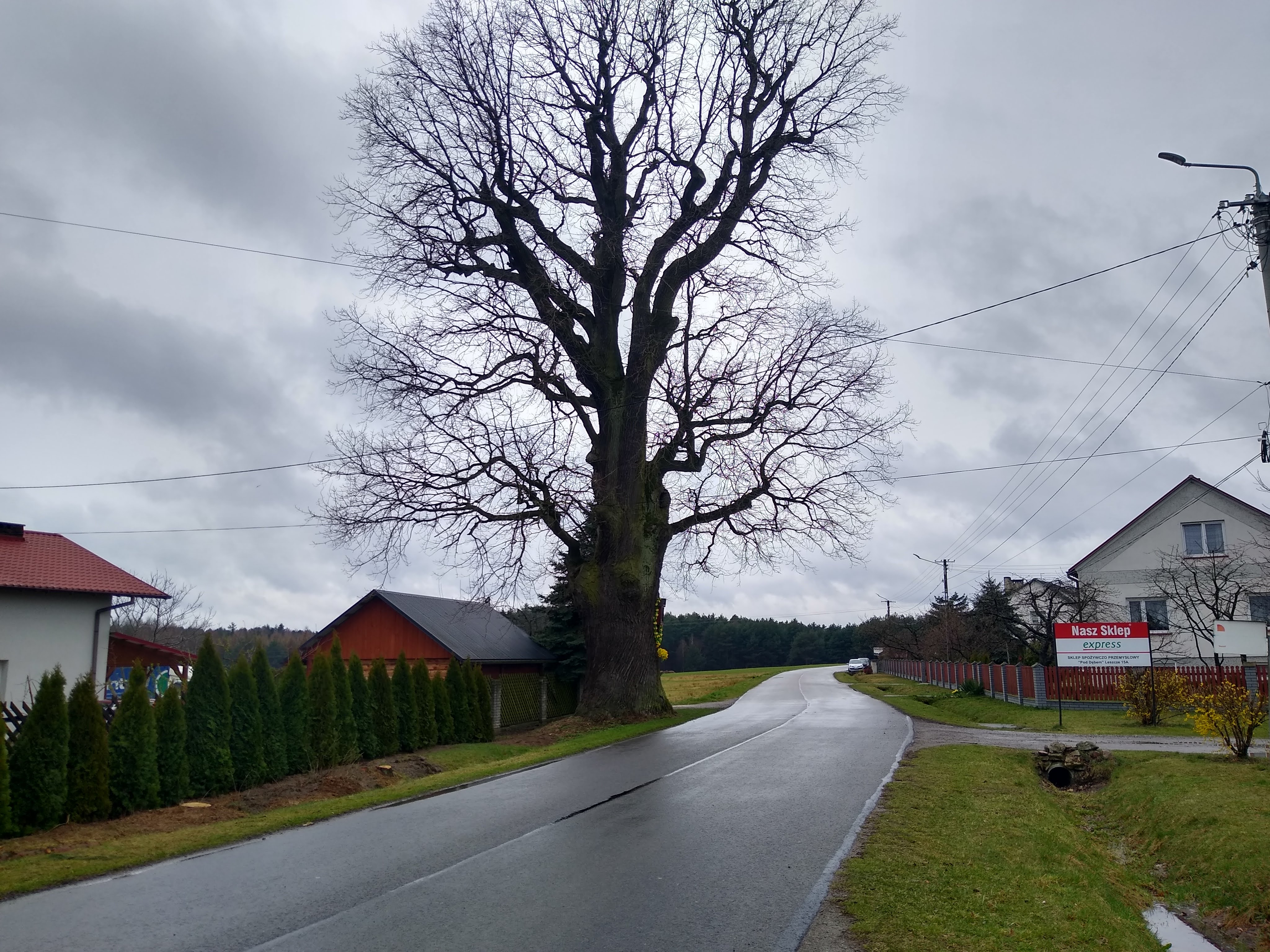
Dąb szypułkowy w Leszczach

Leszcze zwane zamiennie "Ligęzin" były przez długi czas enklawą łowiecką rodu Ligęzów z Przecławia. Dopiero w 1731 r. jest to zorganizowana osada.
Do 1 kwietnia 1933 Leszcze stanowiły odrębną gminę jednostkową; zniesioną i włączoną do gminy Hucisko. 31 maja 1947 wyodrębnione z Huciska jako gromada (sołectwo).
Obecnie wioska położona wśród borów sosnowych przeżywa swój kryzys demograficzny. W 2006 r. zlikwidowano szkołę podstawową, przenosząc dzieci do sąsiedniej szkoły w Hucisku.

## Warto zobaczyć
- 600-letni dąb szypułkowy (7,2 m obwodu)
- dwie mogiły niemieckich żołnierzy z 1944 r.
- szyb poszukiwawczy gazu ziemnego.